# Ководство
«Ково́дство» («Ководство. Параграфы о дизайне», также .ру/Ково́дство; редуцирование от руково́дство) — проект Артемия Лебедева, посвящённый графическому и промышленному дизайну, проектированию интерфейсов, типографике, семиотике и визуализации. Ведётся с 1997 года.

## Описание
Проект начинался в качестве глав книги о веб-дизайне. Автору не хватало времени для завершения проекта в разумные сроки, в результате был открыт сайт. В разные годы проект менял названия, на сайте работал список рассылки, форум, комментарии к параграфам. Изначально планировалось писать исключительно об Интернете, однако в силу того, что интересы автора несколько шире, «Ководство» превратилось в заметки о дизайне вообще, истории важных изобретений, интерфейсах, семиотике и прочем. В 2002 году началась переделка проекта «с нуля», а летом 2003 года открылась новая, исправленная и дополненная версия. Старые, неактуальные и морально устаревшие параграфы удаляются, этим обусловлены пропуски в нумерации (так, из 63 параграфов, написанных в XX веке, сохранилось только 33).
В 2006 году был выпущен бумажный вариант «Ководства», который пережил 7 изданий, будучи переизданным в 2008, 2011, 2013, 2018, 2020 и 2021 годах.
Как утверждает сам Лебедев, в дизайне не может быть никаких законов, поэтому «Ководство» также является не сводом законов, а набором рекомендаций и советов.
Существует также англоязычная версия «Ководства» — «Mandership» (.com/mandership), переведённая на английский язык Ильёй Григорьевым, Галиной Ким, Екатериной Флойд и Татьяной Козловой. В этой версии опущена часть параграфов, посвящённых русским реалиям.